# Tomacelli
La famiglia Tomacelli è un'importante casata principesca napoletana. Nei suoi ranghi annovera Papa Bonifacio IX (Pietro Tomacelli, eletto nel 1389).

## Storia
I Tomacelli possedevano numerosi feudi, tra cui Afragola, Nocera, Roccarainola e Baiano. Per un breve periodo furono anche conti di Sora.
Altri rappresentanti notevoli della famiglia sono:
- Giovanni Tomacelli, conestabile del ducato indipendente di Napoli nel secolo XI.[1]
- Riccardo Tomacelli, ammiraglio di Guglielmo II il Buono. Nel 1185 guida la flotta alla conquista di Durazzo e Tessalonica, all'epoca sotto il dominio di Costantinopoli.[1]
- Francesco Tomacelli, che nel 1712 è nominato principe dell'Impero da Carlo VI d'Austria.[3]

Nel 1352, il re Luigi di Taranto e la regina Giovanna I d’Angiò insignirono la casata dell'appena costituito Ordine del Nodo